# Bagaran
Pour l’article homonyme, voir Bagaran (Armavir).
 (mai 2023).
Si vous disposez d'ouvrages ou d'articles de référence ou si vous connaissez des sites web de qualité traitant du thème abordé ici, merci de compléter l'article en donnant les références utiles à sa vérifiabilité et en les liant à la section « Notes et références ».
Bagaran (en arménien : Բագարան, « le lieu des divinités » ; en turc : Pakran) est une ville et forteresse historique arménienne, un ancien lieu saint fondé vers la fin du IIIe siècle av. J.-C. Au IXe siècle, elle fut la capitale du royaume d'Arménie restauré sous la dynastie des Bagratouni.
Le site historique se trouve à proximité de la frontière entre l'Arménie et la Turquie le long de la rivière Akhourian. Le centre autour les ruines de l'église Saint-Théodore, un édifice à plan centré du VIIe siècle, fait aujourd'hui partie de la province turque de Kars ; la communauté arménienne de Bagaran est située en face sur la rive orientale.

## Histoire
Bagaran est créée par Orontès IV, roi d'Arménie, mort vers 201 av. J.-C. Il en fait le centre religieux du royaume d'Arménie, avec la construction de plusieurs temples.
L'Arménie se trouve en déclin après le passage des Arabes, c'est-à-dire vers la fin du VIIe siècle, mais le pays connaît un renouveau au IXe siècle grâce notamment à l'indépendance vis-à-vis des Arabes et à la nouvelle dynastie des Bagratides. Lorsqu'Achot Bagratouni devient roi en 884, il choisit la même année comme capitale Bagaran, où sont enterrés ses ancêtres. Le palais ducal (remplacé plus tard par le palais royal) est construit sur une acropole ; la ville se forme sur trois collines encerclées d'une puissante muraille. À la même époque, les églises Saint-Théodore et Sainte-Chouchanik sont édifiées (voir plus bas). Bagaran perd son statut de capitale en 890. La ville est envahie puis détruite premièrement par les Seldjoukides, et deuxièmement par Tamerlan en l'année 1394.

## Églises

### Église Saint-Théodore

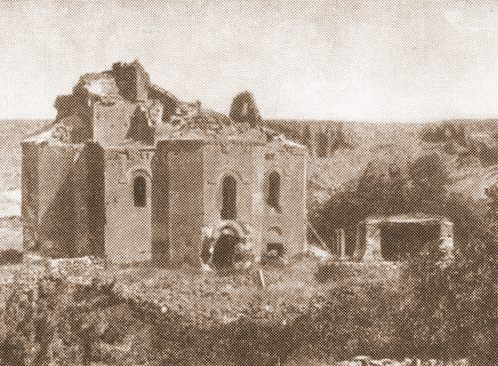
Ruines de l'église Saint-Théodore, vers 1923.

L'église dédiée à saint Théodore a été construite entre les années 624 et 631 par le prince Boute puis achevée par sa femme Anna. Elle est formée d'une coupole élevée sur quatre piliers à quatre absides croisées. Le monument est aujourd'hui en ruine car il a été détruit pendant le XXe siècle, peut-être à cause du génocide arménien. Curieusement, des théoriciens de l'architecture pensent que l'église aurait pu servir de modèle pour des monuments occidentaux, telle l'église de Germigny-des-Prés (construite en 806) non loin d'Orléans dans le Loiret. Saint-Théodore est aujourd'hui situé en Turquie, à la frontière arménienne.

### Église Sainte-Chouchanik
L'église Sainte-Chouchanik a été sans doute construite vers le IXe ou le Xe siècle. C'est un hexaconque en tuf rouge, aujourd'hui situé en république d'Arménie.